# Exot (Zeitschrift)
EXOT. Zeitschrift für komische Literatur war eine deutschsprachige Literaturzeitschrift, die von 2005 bis 2015 erschien. Ähnlich wie Der Rabe (1982–2001) wurde sie im Taschenbuchformat herausgegeben und war durchgehend illustriert. Seit Ausgabe 19 (Ende 2015) sind keine Ausgaben mehr erschienen.

## Entstehung und Entwicklung
Die Zeitschrift EXOT hat ihre Wurzeln in der deutschsprachigen Autorenszene rund um Poetry Slam und Lesebühnen und ist Nachfolgerin des eingestellten Online-Magazins Hanebüchlein. Die ersten Ausgaben wurden von den Autoren Anselm Neft, Christian Bartel und Francis Kirps, später von Olaf Guercke und Ella Carina Werner, herausgegeben; zurzeit sind die Autoren Lino Wirag  und Tilman Strasser neben Neft und Kirps für die Zeitschrift verantwortlich. Einige Ausgaben von EXOT erschienen im Kölner Muschel Verlag, seit 2012 kooperiert die Zeitschrift mit dem Berliner Satyr Verlag.

## Die Zeitschrift

### Inhaltliche Ausrichtung
Unter dem Motto „EXOT ist mehr als ein Lebensgefühl: Es ist ein Heft“ versucht die Zeitschrift, die Vielfalt des gegenwärtigen komischen Literaturschaffens abzubilden. Schwerpunkte bilden dabei kurze Prosa (beispielsweise tragikomische Alltagserzählungen oder Grotesken), feuilletonistische Texte sowie komische Lyrik (beispielsweise ein Sonettenkranz, dessen Gegenstand Computerspiele sind). Außerdem widmet sich die Zeitschrift der Wiederentdeckung freiwillig oder unfreiwillig komischer Autoren, die nicht mehr auf dem Buchmarkt präsent sind (beispielsweise Quirinus Kuhlmann, Hermann Harry Schmitz, Kurt Kusenberg u. a.). In EXOT erscheinen aber auch Comics und Cartoons. Darüber hinaus wird die Mehrzahl der literarischen Beiträge mit eigens angefertigten Zeichnungen komischer Künstler illustriert: An jeder Ausgabe sind zwischen 30 und 50 Autoren und Illustratoren beteiligt.

### Autoren
In EXOT veröffentlichten bundesweit bekannte Autoren wie Ahne, Katinka Buddenkotte, Dietmar Dath, Eugen Egner, Uli Hannemann, Falko Hennig, Marc-Uwe Kling, Alexander Nitzberg, André Schinkel, Xóchil A. Schütz, Andy Strauß, Volker Surmann, Cornelia Travnicek, Heiko Werning oder Klaus Cäsar Zehrer sowie international bekannte Autoren wie Thomas Ligotti. Zu den regelmäßigen Beiträgern gehören Kabarettisten wie Tilman Birr, Martin Betz und Wolfgang Lüchtrath, die Lyriker Alex Dreppec, Michael Schönen und Johannes Witek, die Bloggerin Madame Modeste sowie die, durch Auftritte und Buchveröffentlichungen bekannten, Berliner Lesebühnenkünstler Micha Ebeling, Kirsten Fuchs und Nils Heinrich.

### Illustratoren
Das Cover der 14. EXOT-Ausgabe gestaltete der britische Künstler David Shrigley, das Titelbild der 16. Ausgabe stammt von der vielfach ausgezeichneten Illustration Nadia Budde.

## Öffentliche Aufmerksamkeit
Im Andenken an Robert Gernhardt rief die Redaktion 2006 dazu auf, dessen beliebte Paulusbriefe („Paulus schrieb an die Apatschen: / Ihr sollt nicht nach der Predigt klatschen.“) auf der Homepage der Zeitschrift fortzusetzen und versammelte auf diese Weise rund 2000 neue Paulusbriefe. Besondere Aufmerksamkeit gewann die von 2007 bis 2010 auf der Website der Zeitschrift verfügbare sogenannte Buergelmaschine: Sie generierte zu einem beliebigen Künstlernamen und Bildtitel eine Bildbeschreibung, die durch abstrakt-beliebige Verstiegenheit den von Roger M. Buergel, dem damaligen Kurator der documenta, und anderen Kunstbetriebsteilnehmern gepflegten Jargon parodierte. 2010 musste die Buergelmaschine aus rechtlichen Gründen eingestellt werden. 2008 lobte EXOT den „Quirinus-Kuhlmann-Preis für versehentlich komische Literatur“ aus. Erster Preisträger war der deutsche Schriftsteller Thomas Brussig, der für seinen Roman „Berliner Orgie“ geehrt wurde.

### Rezensionen
- „Die Kunst der Pointe“: Rezension der 12. Ausgabe (9. Januar 2012), TITEL-Magazin